# Ischadium
Ischadium is een monotypisch geslacht van tweekleppigen uit de familie van de Mytilidae.

## Soort
- Ischadium recurvum (Rafinesque, 1820) (Gebogen traliemossel)